# Arthur 3: La Guerre des deux mondes
Arthur 3: La Guerre des deux mondes é um filme de animação francês dirigido por Luc Besson, baseado no livro homónimo. 

## Sinopse
Arthur agora minimoy precisa achar um jeito de voltar ao normal e impedir que Maltazard comece uma guerra entre humanos e minimoys que poderá causar a destruição de todos os seres vivos.

## Recepção
No agregador de críticas Rotten Tomatoes, na pontuação onde a equipe do site categoriza as opiniões da grande mídia e da mídia independente apenas como positivas ou negativas, tem um índice de aprovação de 20% calculado com base em 5 comentários dos críticos. Por comparação, com as mesmas opiniões sendo calculadas usando uma média aritmética ponderada, a nota alcançada é 4,8/10.